# 丘瓚
丘瓚（1515年—？），字獻卿，號露潭，留守中衛軍籍，福建惠安縣人，明朝政治人物。

## 生平
嘉靖二十二年（1543年）癸卯科順天府鄉試第一百三十名舉人。嘉靖二十六年（1547年）中式丁未科會試第六十六名，登第二甲第三十五名進士。户部觀政，授户部主事，三十一年降山西代州同知，歷遷高邮州同知、澤州知州，入为工部员外郎、郎中，出为登州府知府、两淮盐运使。

## 家族
曾祖丘亦民；祖父丘俊；父丘銳，母葛氏。严侍下。子维恒、维岩、维岫。